# Manic (film)
Manic is een dramafilm uit 2001. Het scenario werd geschreven door Michael Bacall en Blayne Weaver. De film werd geregisseerd door Jordan Melamed. Enkele bekende acteurs die in de film meespelen zijn Joseph Gordon-Levitt, Don Cheadle en Zooey Deschanel.
De film was de eerste samenwerking tussen Joseph Gordon-Levitt en Zooey Deschanel. De tweede samenwerking zou volgen in 2009 met (500) Days of Summer.
De regio 1-dvd verscheen op 20 januari 2004. De film werd voor de verschijning op dvd al op verschillende filmfestivals vertoond, waaronder het Sundance Film Festival, Toronto International Film Festival, International Film Festival Rotterdam, Wisconsin Film Festival, Jeonju International Film Festival en Austin Film Festival.

## Verhaal
Lyle Jensen is uiterst gewelddadig en wordt daarom geplaatst in de Northwood Mental Institution. Hier zijn verschillende jongeren met allerlei serieuze problemen. Hij gaat interactie aan met de patiënten en verplegers op een menselijk en niet-menselijk niveau. De psychologische problemen van de patiënten vormt ook het weefsel waardoor we zien wat er mis is met hen, en wat is er mis met de maatschappij die hen beïnvloedt.

## Rolverdeling
- Joseph Gordon-Levitt als Lyle
- Zooey Deschanel als Tracy
- Don Cheadle als Dr. David Monroe*
- Maggie Baird as Rebecca
- Sara Rivas als Sara
- Michael Bacall als Chad
- Elden Henson als Michael
- Blayne Weaver als Charlie
- Lydell M.Cheshier als J.C.
- Roxie Fuller als Roxie
- Bree Nogueira als Bree
- Cody Lightning als Kenny
- Lauren Shubert als Lauren
- Kathy Paradise als verpleegster
- Adrienne Rollo als noodverpleegster